# 川尻郵便局
川尻郵便局
（かわしりゆうびんきょく）
- 熊本県熊本市にある郵便局。本記事にて記述する。
- 鹿児島県指宿市にある郵便局。局番号は78169。

（かわじりゆうびんきょく）
- 広島県呉市にある郵便局。局番号は51142。
- 岩手県和賀郡西和賀町にある郵便局。局番号は83027。
- 茨城県日立市にある郵便局。局番号は06034。
- 山口県長門市にある郵便局。局番号は55114。

川尻郵便局（かわしりゆうびんきょく）は熊本県熊本市南区にある郵便局。民営化前の分類では集配普通郵便局であった。

## 概要
住所：〒861-4199 熊本県熊本市南区八幡11-2-1

## 沿革
- 1874年（明治7年）12月16日 - 川尻郵便取扱所として開設[1]。
- 1875年（明治8年）1月1日 - 川尻郵便局（五等）となる。
- 1885年（明治18年）10月1日 - 貯金取扱を開始。
- 1891年（明治24年）2月21日 - 為替取扱を開始。
- 1897年（明治30年）3月21日 - 川尻郵便電信局となる。
- 1903年（明治36年）4月1日 - 通信官署官制の施行に伴い川尻郵便局となる。
- 1957年（昭和32年）11月13日 - 電話交換事務の取扱を熊本電話局に移管[2]。
- 1964年（昭和39年）10月 - 局舎新築落成。
- 1965年（昭和40年）2月11日 - 御幸郵便局から和文電報配達業務の一部[3]を移管。
- 1965年（昭和40年）12月1日 - 特定郵便局から普通郵便局に局種別改定。
- 1973年（昭和48年）12月10日 - 熊本市川尻町から同市八幡町に移転。
- 1982年（昭和57年）6月30日 - 和文電報配達業務を熊本電報局に移管。
- 1992年（平成4年）3月15日 - 川口郵便局から集配業務を移管。
- 1999年（平成11年） - 外国通貨の両替および旅行小切手の売買に関する業務取扱を開始。
- 2007年（平成19年）10月1日 - 民営化に伴い、併設された郵便事業川尻支店に一部業務を移管。
- 2012年（平成24年）10月1日 - 日本郵便株式会社発足に伴い、郵便事業川尻支店を川尻郵便局に統合。

## 取扱内容
- 郵便、印紙、ゆうパック、内容証明
- 貯金、為替、振替、振込、国際送金、国債、投資信託
- 生命保険、バイク自賠責保険、自動車保険、がん保険、引受条件緩和型医療保険
- ゆうちょ銀行ATM
- 熊本市南区の一部の集配業務
- ゆうゆう窓口

## 周辺
- 熊本フェイス学院高等学校（廃校）
- くまもと工芸会館
- 熊本市立城南中学校
- 熊本市立川尻小学校
- 国道3号
- 加勢川

## アクセス
- JR鹿児島本線 川尻駅から徒歩約8分
- 九州産交バス、熊本バス くまもと工芸会館前停留所下車
- 九州自動車道 御船ICから西へ約10km
- 駐車場あり：17台